# テニスの王子様 (ゲーム)
テニスの王子様（テニスのおうじさま）では、漫画『テニスの王子様』のゲーム作品について記述する。

## トレーディングカードゲーム
テニスの王子様 トレーディングカードゲーム
アニメ版を題材にした、コナミ製作のトレーディングカードゲーム。テニスの試合進行をイメージしたゲームメイキングをモチーフにキャラクター同士で夢のペアを組んだり、プレイヤー好みのドリームマッチを楽しめる。キャラクターのアプローチを全面的に押し出したイラストが特徴でテニスを題材にしているが、キャラクターの私生活・コスプレ・ファンタジー・SFなど、テニスと関係の無いカードも多数収録されており、キャラクター性を重視したTCGとして製作されている。約2200種類あり、同社のゲーム版『テニスの王子様 CARD HUNTER』（コンピュータゲームの項を参照）とのタイアップも行っている。
トレーディングカードゲームとして公式大会が行われ、11回全国ランキング大会が行われた。また、ジャンプフェスタにて2回の全国大会も開催されていた。原作が終了したため、公式大会も終了。上位100位に与えられるプロモーションカードは現在、第6期分までしか配布されておらず、公式サイトの更新は2008年3月31日で止まっている。

## コンピューターゲーム

### コンシューマーゲーム
原作およびテレビアニメを題材としたゲームが多数発売されている。製作は無印「テニスの王子様」時代は全てコナミが担当している。当初はスポーツゲームとしてリリースが行われた。2003年より子供から女性層まで人気の高い作品と位置づけ、女性ファンを対象に方向転換が図られ、男性キャラとのコミュニケーションが基本システムとして取り込まれるようになったほか、特典としてキャラクターファンディスクDVDやミュージカルクリップが付属するようになった。2005年には女性向け恋愛アドベンチャーゲームとして『テニスの王子様　学園祭の王子様』を発売。翌年には続編の『テニスの王子様 ドキドキサバイバル』が二作品発売。現在はスポーツゲームと乙女ゲームが併行リリースされている。
テニスの王子様
PSソフト。スポーツシミュレーションゲーム。ゲームとしては初めての作品。プレイヤーは越前リョーマになり、原作のストーリーに沿って展開してゆく。ランキング戦を勝ち抜き、レギュラーになると他の青学メンバーも使えるようになる。2002年2月28日発売。
GENIUS BOYS ACADEMY
GBAソフト。リアルタイムテニスゲーム。プレイヤーは青学メンバーを自由に選び、試合をしていく。校内ランキング戦を一定回数クリアすることにより隠しキャラクターが解禁される。4人同時通信対戦などにより解禁される特別イラストもあった。2002年4月25日発売。
SWEAT & TEARS
PSソフト。部活シミュレーションゲーム。プレイヤーは新入生として青学に入学、テニス部に入部し、全国大会優勝を目指す。男・女主人公（両方ゲームのみのオリジナル設定）が選べ、名前・あだ名を自由につけることが出来る。シナリオ展開の仕方はほぼ原作と同じだが、ゲーム用に用意された特別イベント、ゲームにのみ登場する完全オリジナルのキャラクターが多数存在する。2002年9月26日発売。
Aim at The Victory!
GBAソフト。テニスロールプレイングゲーム。プレイヤーは青学に転入し、テニス部に入部する。名前・あだ名を自由につけることが出来る。学年は中学1年生。主人公はゲームオリジナル設定で男子のみ。固定ネームは存在しない。マップを移動して様々なイベント・試合をこなし主人公を成長させていくのが目的。2002年12月12日発売。
2003 COOL BLUE & PASSION RED
2本同時発売されたGBAソフト。詳細はリンク先を参照。
Smash Hit!
PS2ソフト。アクションテニスゲーム。こちらも条件を満たす事により計40人が使用可能になる。ダブルスの場合、試合の最中に相方のキャラクターが話しかけてくる事もある。ゲームモードは練習試合・ペア・シナリオ、他にギャラリーがある。シナリオモードでは全学校混合で収録されており、最初に表示されるクリア条件を満たす事が必要となる。限定版には「王子様の寝起き」と言う短編アニメが収録されたCD-ROMが3種類の内1枚入っていた。2003年7月24日発売。KONAMIの携帯サイトで2008年9月よりモバイル版『Smash Hit!』配信開始。なおGBAのシリーズでは出来たセット数の選択は出来ず、全て1セットマッチとなる。また試合中は過去のシリーズにはなかったボールがキャラクターに当たり体力が減る要素も追加された。
SWEAT & TEARS 2
PS2ソフト。部活シミュレーションゲーム。詳細はリンク先を参照。
Kiss of Prince -ice- & -Flame-
2本同時発売されたPS2ソフト。ミュージッククリップゲーム。キャラクターが自らが歌ったオリジナルソングをバックにオートでプレイする。ポリゴン等は『Smash Hit!』とほとんど同じである。2003年10月30日発売。
みんなの王子様
GBAソフト。バラエティゲーム。様々なゲームをクリアするゲーム。ゲームには『Dance Dance Revolution』に似た音楽ゲームやバラバラにされたパネルを制限時間内に完成させるパズルゲームなどがある。このソフトには後に出る『テニスの王子様2004』の体験版が収録されていたり、『テニスの王子様2004』と通信することにより隠しキャラクターを出現させることが出来る。2003年12月4日発売。
Smash hit! 2
PS2ソフト。アクションテニスゲーム。『Smash Hit!』シリーズ2作目。基本的な操作はおろか、使われているグラフィックや音楽は前作同様で、違うのは解説者と選べるキャラクターや出来るミニゲームの数、シナリオモードにも不動峰編、聖ルドルフ編、氷帝編に分けて1話、2話と続きものが収録されたぐらい。初回SP版にはオリジナルアニメゲームDVDや、オリジナルTCG用カード3枚がついた。2003年12月18日発売。
Love of Prince -Sweet- & -Bitter-
2本同時発売されたPS2ソフト。ミュージッククリップゲーム。基本的な操作は『Kiss of Prince』同様だが選べるキャラクターが増えた。やはり試合そのものはオートであり、キャラクターの会話と歌（一部内容が前作と同じ）を楽しむ仕様。2004年2月12日発売。
2004 STYLISH SILVER & GLORIOUS GOLD
2本同時発売されたGBAソフト。詳細はリンク先を参照。
最強チームを結成せよ!
PS2ソフト、アクション＋育成テニスゲーム。プレイヤーは既存の『テニスの王子様』キャラクターをリーダーとし、好きなキャラクターを様々な手を使い勧誘し、チームを組んで育成して、関東大会を優勝する事が目的。テニスパートでは実際にキャラクターを操作してテニスをする事も可能だが、リーダーとしてベンチから指示を与えるだけでキャラクターはCPUが操作する事で試合を進行させる事も可能。Smash Hit!シリーズでは友情技で上がった必殺技の威力がリーダーになったキャラによる局面を有利にさせる技と共に所定の回数しか使えない『一丸の思い』を発動させる事で上がる様になり、新渡戸稲吉や竜崎スミレ、桜井雅也が外れたが、PS2の中では初めて立海大付属中のキャラクターも選択可能となる等登場キャラクターも最多で、非常に膨大な量のイベントがあり、そのイベントの殆どが育成に関連してくる。試合中の選手の掛け合いや、動作、台詞等も過去最大で、技によってはキャラクター毎に固有の台詞が用意されているものもある。育成アドベンチャーとしても骨太な仕上がりになっている。また育成次第では原作中に出た殆どの技（原作の関東大会編まで）＋Smash Hit!シリーズから外れたキャラや、真田がSmash Hit!シリーズで発動できた技等一部オリジナル技を各キャラクターが習得できる等Smash Hit!シリーズの集大成とも言えるゲーム。しかし、既存のテニスゲームと比較すると、必殺技や体力の影響でネットやアウトになる事はあるが、自分の操作ミスでネットやアウトする事は余程の事がない限りほぼ皆無。テニスゲームとしては若干大味な部分がある。ちなみに隠しキャラである幸村、榊、越前南次郎は本編ではリーダーとしか選べないがエキシビジョンマッチモードにてプレイヤーキャラクターとして使用する事が出来る。なおSmash hit!シリーズでは必殺技を必殺技で返された場合に限って受けるショック（失点した側のキャラは必殺技を使う事が出来ない）状態が通常のレシーブで返されても受ける様になり、ダブルスで一丸の思いで威力が上がった必殺技だとパートナーもショック状態を受けそのショック状態は最大で3ポイント分までに伸びた。また体力がない状態でボールがキャラクターに当たってしまうと例えマッチポイントであってもKOによる棄権負けとなる要素が追加された（ダブルスの場合例え誤ってパートナーに当たる謂わば自爆も同様である。）。2004年9月16日発売。
RUSH & DREAM!
PS2ソフト。ドリームシミュレーションゲーム。舞台は前作『SWEAT & TEARS 2』では語られなかったJr.選抜試合とその前1週間の強化合宿。主人公の設定は前作と同じだが、女子のみ。プレイヤーはキャラクターとミクスドを組み、Jr.選抜試合で優勝を目指す。前作と一部イベントやエンディングが微妙に違っているため、前作の正式な続編ではなく、パラレルワールド的な作品だと思われる。他に「ユメパート」と言う、主人公の夢の中で様々な物語が繰り広げられる新要素が入った。夢の内容は募集企画で集められたもので、シナリオ全体も『学園祭の王子様』以降の恋愛ゲームに近い内容となっている。2004年12月9日発売。
2005 CRYSTAL DRIVE
DSソフト。アクションテニスゲーム。基本的な操作は『2004』と同様だが、プレイ中のキャラクターにコーチキャラクターがアドバイスや激励を贈る事で色々な技を使うことが出来る。団体戦の導入や、スミスの店に加え、「無我の境地」と呼ばれる一発逆転の超必殺技を出す事でパワーよりはスピードが持ち味のキャラクターやそもそもの能力が低いキャラクターでも相手をサレンダー（1試合中にラケットを3回吹き飛ばされるとその時点で負けとなるルール）に追い込む事が出来る新要素も追加された。2004年12月30日発売。
学園祭の王子様
PS2ソフト。恋愛アドベンチャーゲーム。恋愛をメインにしたゲームとしては最初の作品。プレイヤーはテニス部合同学園祭の実行委員となり、学園祭を成功に導く。どこの学校の生徒になるかを選択し、名前を自由につけることが出来る。学年は中学2年生。異なる学校のキャラクターは攻略できない。ゲーム中にはいくつかミニゲームが用意されており、クリアするとアイテムを貰うことが出来る。2005年12月22日発売。
ドキドキサバイバル 山麓のMystic & 海辺のSecret
2本連続発売されたPS2ソフト。恋愛アドベンチャーゲーム。プレイヤーはキャラクター達と辿り着いた無人島で、協力し合いながら生活し絆を深めていく。名前を自由につけることが出来る。学年は両名とも中学2年生。主人公同士は親友と言う間柄で、互いに世界がリンクしている。新システムとしてゲーム中のイベント・セリフを用いてオリジナルのイベントを作成することが出来る。山麓編の場合は海辺編のデータを、海辺編の場合は山麓編のデータをロードすることで出現する特別イベントがある。『山麓のMystic』は2006年12月21日発売、『海辺のSecret』は2007年1月25日発売。KONAMIの携帯サイトで2008年9月よりモバイル版『ドキドキサバイバル』配信開始。
CARD HUNTER
PS2ソフト。対戦型カードゲーム。『テニスの王子様 トレーディングカードゲーム』をテレビゲーム化したもの。テニプリ3ヶ月連続リリースの第3弾。2007年2月22日発売。
Driving Smash! side Genius & side King
2本連続発売されたDSソフト。チーム育成＋テニスアクションゲーム。プレイヤーは選抜チームのマネージャーとなり、選手達を育成しジュニアカップトーナメントで優勝を目指す。どこの学校の生徒になるかを選択し、学年と名前を自由につけることが出来る。異なる学校のキャラクターもチームメンバーに選べる。試合の勝利やキャラクターとの会話でポイントを貰いキャラクターの衣装を着せ替えしたり、パスワードを入力することによって特別ボイスが聴けるなど、おまけモードが充実している。『side Genius』は2007年12月20日発売、『side King』は2008年1月25日発売。
ダブルスの王子様 GIRLS, BE GRACIOUS! & BOYS, BE GLORIOUS!
2本連続発売されたDSソフト。コミュニケーションテニスアドベンチャーゲーム。プレイヤーはキャラクターとダブルス（ミクスド）を組み、Jr.ストリートダブルス大会で優勝を目指す。名前を自由につけることが出来る。GIRLS編主人公は中学2年生。BOYS編主人公は中学3年生。両名とも桜臨中学校在学。主人公同士は兄妹と言う間柄で、互いに世界がリンクしている。セリフを選んで戦うシステムで、集めたセリフを技として使用する。『GIRLS, BE GRACIOUS!』は2009年3月5日発売、『BOYS, BE GLORIOUS!』は2009年3月26日発売。
もっと学園祭の王子様 - More Sweet Edition -
DSソフト。恋愛アドベンチャーゲーム。PS2で発売された『学園祭の王子様』に様々な追加要素を加えた作品となっている。追加された新要素は攻略可能キャラクターの追加、フルボイス化、イベント数の増量など。また、「テニスの王子様」のゲームシリーズ初の機能として、キャラクターがプレイヤーの名前などをボイス付きで呼ぶシステムも搭載された。2010年2月11日発売。
ぎゅっと! ドキドキサバイバル 海と山のLove Passion
DSソフト。恋愛アドベンチャーゲーム。PS2で発売された『ドキドキサバイバル』の2作を1つにまとめ、様々な追加要素がプラスされた作品。2011年6月23日発売。
新テニスの王子様 〜Go to the top〜
3DSソフト。発売元はフリュー株式会社。恋愛アドベンチャーゲーム。2015年3月5日発売。
新テニスの王子様 LET’S GO!! 〜Daily Life〜 from RisingBeat
Switchソフト。発売元はブシロード。『新テニスの王子様 RisingBeat』ベースのドキュメンタリーアドベンチャーゲーム。2022年9月29日発売。

### モバイルゲーム
新テニスの王子様 ベストオーダー
「Mobage」にて2012年10月26日より2014年9月29日まで配信。製作はコナミデジタルエンタテインメント。ソーシャルゲーム。期間限定イベント開催時には、上述のトレーディングカードゲームにて使用されたイラストのカードが登場している。
新テニスの王子様 パズル&テニス
App StoreとGoogle Playにて2014年5月16日より2015年2月12日まで配信。製作はコナミデジタルエンタテインメント。パズルRPG。
新テニスの王子様 RisingBeat（ライジングビート）
App StoreとGoogle Playにて2017年11月28日より配信、2025年8月31日サービス終了予定。製作はブシロードとアンビション→アピリッツ。リズムアクションゲーム。